# トミカタウン
トミカタウンは、タカラトミーから発売されている玩具。

## 概要
ダイキャストミニカーであるトミカの縮尺に適合した街並みモデルの玩具のシリーズを指す。実在する企業の商標を用いている点、歩道や道路パーツを使って街並みを作れる点が特徴である。
1987年の商品カタログから掲載された。定番商品として発売が続いてきたが、2008年から規格の変更によって商品ラインナップが入れ替わる。
2018年に、1973年の登場以来初めて世界観が刷新された「トミカワールド」を構成するエリアの1つとして組み込まれることとなった。

## 歴史

### トミカタウン以前
1970年代にトミカワールドと呼称される、大型の駐車場(例：トミカビルデラックス)や建設現場、高速道路が展開されてきた。これらは街並みの連続性を考慮していないものが多い。
ある程度の街並み作りを考えた商品として「トミカのまち」シリーズや「トミカラマ」シリーズがあった。しかしこれらは比較的短期間で販売が終了している。

### トミカタウン（初代、1987年 - 2008年）
1987年に初登場したシリーズ。プラレールのサイズを念頭に置き、繋げて街並みをつくる楽しみを付加した商品群のシリーズである。
セブンイレブンやESSOガソリンスタンドなど、実在の店舗を再現することで「ごっこ遊び」の幅を大きく広げることに成功した。
一時期展開された電池駆動のトミカ(B/Oトミカ→モータートミカ)やプラレールの情景部品としての役割も持ち、シリーズ内の入れ替えを繰り返しながら20年以上発売が続けられたが2008年のモデルチェンジにより絶版となった。

#### 商品に表れた主な企業
※印はトミーテックから発売されているTOMIXのNゲージストラクチャー製品にも表れた企業
H9印は1997年、大量に絶版になった中の内の建物
建物のベースの印(商品名後に書いてある)
コ=コンビニベース
レ赤=レストランベース、赤外線ミニカー付き
レ看=レストランベース、看板架け替え式
ガ=トミカラマ時代のガソリンスタンドの改良版
カ=コンビニベース、ピット付き
車=コンビニベース、展示用ターンテーブル付き
宅=宅配便ベース
他=その他

##### コンビニエンスストア
- 1987年 (分離型の木)2003年 (現在のような木)セブンイレブン　コ※
- 1988年ローソン　コ※
- 1998年ファミリーマート（トミカタウンDXひろがるまちセット）コ
- 2006年ミニストップ(イオングループ限定発売)　コ

##### 飲食店
- すかいらーく　前期レ赤、後期レ看
  - 夢庵
  - スカイラークガーデンズ
  - バーミヤン
- デニーズ　レ赤
- マクドナルド　レ看
- 吉野家　コ
- ミスタードーナツ　コ
- ピザーラ　宅

##### ガソリンスタンド
- ESSO　ガ　H9
- 日本石油(後のENEOS)　ガ
  - カラーリングは80年代の店舗外観のものと90年代のものが2種類存在した。ENEOS版発売と入れ替えに終売。
- ENEOS　ガ※　- 旧日石三菱時代の物。
- JOMO　ガ※

##### 自動車関連
- オートバックス　カ　H9
- トヨタオート(後のネッツトヨタ)　車　H9
- イエローハット　カ　- H9年の大量絶版以来久々の新製品。
- JAF基地　カ
- ネッツトヨタ　車

##### その他
- Footwork　宅　H9
- ドコモショップ　コ　- この発売分から立木が現在の様な簡単型になった。それにより他の製品も木を簡単型に変更。
- 立体駐車場タイムズ　他
- 駐車場　他
- 郵便局　カ
- 料金所　他
- 信号機
- バス停
- 交番
- 警察署
- 消防署

### 新・トミカタウン（2代目、2008年6月 - 2017年）
2008年6月、トミカタウン初となるモデルチェンジが行われ、新規格の「トミカタウン」が発売された。
新規格の「トミカタウン」では、建物・駐車場（シューター）とベースがセパレートする構造となった為、好きな向きに配置・設置できるようになった。また、同社が発売するプラレールとの連携が強化され、「つながる道路」の外側に沿ってプラレールのレールを配置したり、トミカタウンを高架下にレイアウトしたりすることが可能になった。
セパレート化やプラレールとの連携に対応する為、建物のサイズはどれも縮小されている。
当面は初代の「トミカタウン」と併売されるが、順次、新規格の「トミカタウン」に移行される。なお、初代の「トミカタウン」に付属の歩道パーツを新規格「トミカタウン」の「歩道セット」のパーツに付替えることで、初代と新規格の「トミカタウン」が融合した街並みを作ることができる。これは初代の「トミカタウン」の建物サイズと同じサイズで新規格の「トミカタウン」のベースが設計されているためである。
旧タイプの頭の小さな人形を廃し、「プラレール」との統一規格である「プラキッズ」が付属するようになった。
タイで洪水の発生によるタカラトミーの工場被災の影響により、2011年後半以降はラインナップが大幅に縮小された。
2017年のモデルチェンジ（トミカタウンビルドシティシリーズへの置き換え）により絶版となった。

#### 商品に表れた主な企業
「トミカタウンビルドシティ」への移行により、全て販売を終了している。B印はバス停が付属してある商品。
コ=コンビニベース
ガ=ガソリンスタンドベース
コピ=コンビニベース、ピット付き
コタ=コンビニベース、ターンテーブル付き
コガ=コンビニベース、ガレージ付き

##### コンビニエンスストア
- セブンイレブン　コ
- サークルKサンクス(ユニーグループ限定発売) - 付属シールでサークルKかサンクスを選択　コ
- ミニストップ(イオングループ限定発売)　コ

##### 飲食店
- ミスタードーナツ　B　コ

##### セルフガソリンスタンド
- ENEOS　ガ
- JOMO　ガ

##### 自動車関連
- Honda Cars　コタ
- オートバックス - H9年の大量絶版以来の復活となった　コピ
- JAF基地　コピ
- NISSAN Shop　コタ
- ニッポンレンタカー　B　コ

##### その他
- 郵便局　コガ
- 立体パーキング タイムズ - 唯一「新トミカタウン･ベースシステム」が採用されていなかった　他
- 銀行　コ
- コイン洗車場　他
- 交番　他
- はじめてのトミカタウンセット　他
- 警察署
- 病院
- 消防署

#### TOMICA HYPER CITY
新トミカタウンの北米輸出仕様。
- PIZZA SHOP - デリバリーバイクのトミカ付き。　コ
- GAS STATION FIRE - 日産 フェアレディZ ロードスターのトミカ付き（通常と同じ）。　ガ
- GAS STATION - スバル レガシィB4のトミカ付き（通常と同じ）。　ガ
- REPAIR GARAGE - マツダ MPVのトミカ付き（通常と同じ）。　コピ
- HONDA CARS - ホンダ NSX-Rのトミカ付き（通常と同じ）。後にCAR DEALERSHIPに変更。 コタ
- CAR DEALERSHIP　コタ
- PARKING LOT - スズキ スイフトスポーツのトミカ付き（通常と同じ）。途中から光岡 オロチのトミカ付き（通常と同じ）に変更。　他
- POLICE STATION
- FIRE STATION
- MINI GARAGE SET - ダイハツ ミラのトミカ付き（通常と同じ）。
- MINI TUNE-UP SET - 日産 エクストレイルのトミカ付き（通常と同じ）。
- MINI GAS PUMP SET - トヨタ ハリアーのトミカ付き（通常と同じ）。
- MINI SHOOTER SET - マツダ デミオのトミカ付き（通常と同じ）。

### トミカタウンビルドシティ（3代目、2017年3月 - 2022年）
2017年3月、9年ぶりにモデルチェンジ。名称には「ビルドシティ」が加えられた「トミカタウンビルドシティ」になった。建物にあたるボックス（ボックスは、トミカの収納ケースを兼ねるディスプレイボックスと、展開してシューターを装着すると発車装置に変形するシューターボックスの2種類がある）、看板などのパーツ類、土地にあたるプレートで構成されており、複数のボックスを積み重ねてビルを建てることができるなど、「新・トミカタウン」よりもさらに自由度が高くなっている。また、「街をつくろう!ベーシックセット」では、「トミカタウン」史上初となるマイホームが登場している。
別売りの「トミカシステム」と組み合わせることも可能である。
2022年のモデルチェンジ（トミカタウン（2022年4月 - ）への置き換え）により順次絶版となっている。

#### ラインナップ
- 街をつくろう!ベーシックセット
  - セット内容は、ディスプレイボックス2つ（青・黄）、シューターボックス2つ（マイホーム・交番）、ショップ2つ（A/B）、プレート3枚（グレー2枚、緑1枚）、大プレート2枚、スロープ類（スロープ、ロングスロープ、段差スロープ、段差スロープダブル）、駐車場シートなど。看板、ガードパイプ、バス停などのパーツ類も付属し、マイホーム、バーガーショップ、交番、お店（スーパーや小型店）、駐車場ができる。
- ガソリンスタンド ENEOS
  - 「新・トミカタウン」同様、セルフガソリンスタンドがモデルとなっている。アクション給油機、洗車機、整備場パーツ同梱。
- ガソリンスタンド（アジア限定）
- CALTEX STATION（アジア限定）
- ガソリンスタンド 台灣中油CPC（アジア限定）
- 警察署
- セブン-イレブン
  - ボックスはシューターボックスで、シューターとスロープも付く。
- あなたのまちのおみせ（アジア限定）
- スシロー
  - ボックスはシューターボックスで、シューターとスロープも付く。
- トイザらスのおみせ（トイザらスアジア限定）
- サウンドライト 消防署
- パワークレーン建設現場
- オートバックス
  - セット内容は、ターンテーブル付ピットボックス、ショップ、プレート、大プレート、ディスプレイ（展示台）、支柱2本、車輪止め、スロープ類（ミニスロープ2枚、スロープ1枚）、看板（大小1つずつ）、のぼり4つ、ガードパイプ6本、駐車場シート
  - ピットボックスは外にあるダイヤルでターンテーブルが回転し、向きを揃えて正面パネルを開け、レバーを押すことでトミカが発車するシューター機能を備える。

限定品
- イオンモール（イオングループ限定）
  - セット内容は、ディスプレイボックス2つ、シューターボックス1つ、ブロック3つ（3種類各1つずつ）、プレート2枚（大・1/2各1枚ずつ）、スロープ類（スロープ、ロングスロープ、段差スロープ、段差スロープダブル）、駐車場シートなど。看板、ガードパイプ、支柱、バス停などのパーツ類も付属する。
- NISMO PIT（NISSAN Racing Team NISMO Pit）
  - 2019年12月に富士スピードウェイで開催された「NISMO FESTIVAL at FUJI SPEEDWAY 2019」や「日産オンラインショップ」で限定販売されたもの。セット内容はシューターボックス1つ、ブロック1つ、プレート1枚、スロープ1つ、ペーパークラフトシートなど。看板、支柱、のぼり、壁ボードなどのパーツ類も付属する。
  - 上段のシューターボックスに加えて、下段にも最大4台までトミカを格納可能で、左右のボタンを押すと左右別々に2台ずつ同時に発車するシューター機能も備わる。

### トミカタウン（4代目、2022年4月 - ）
2022年4月、5年ぶりにモデルチェンジ。歴代で発売されている製品とは異なるタイプ（後述）のトミカタウンが発売され、名称も5年振りに「トミカタウン」に戻った。
建物はプレートと一体型で、パーツが予め取り付けられており、ラベルも貼り付け済とすることで、展開するだけですぐに遊べるように改良。遊ばないときは折りたたんでボックス形状となり、縦置きも可能なコンパクト設計となった。建物をボックス形状にした時のサイズは以下の種類に分けられる（特=ボックス時の形状が他サイズとは異なる）。
- 中=中型サイズ（展開時の面積はすべて共通で縦は1/2道路×1・横は1/2道路×2+1/4道路×1）
  - 中・コ=コンビニベース（建物の横に2台分の駐車スペースが備わっている）
  - 中・ガ=ガソリンスタンドベース（ノズルを手動で動かすことができる1台分の給油スペースが備わっている）
  - 中・バ=バス停ベース（道路にジョイント部が設けられているため、どうろパーツとの連結や小型サイズの建物との隣接が可能(他のサイズの建物と隣接する時はジョイント部に不足分のどうろパーツを追加で連結する必要がある)）

- 大=大型サイズ（展開時の面積はすべて共通で縦は1/2道路×2・横は1/2道路×3）
  - 大・レ=レストランベース（建物に上下可動のギミックが付いた2wayまたは3way仕様となる。建物を上に可動すると階段が展開される(使い方によっては最大で4wayで遊ぶことが可能)）
  - 大・シ=ショールームベース（ボックス形状時と展開時のプレートの構造はレストランベースと同じ仕様ではあるが建物の向きと看板の取り付け位置からプレートの建物入り口側の向きが逆になる。建物を前にスライドして展開した時に使用できる手動式のターンテーブルのギミックや小さいエントランス用の屋根が付く。）

- 小=小型サイズ（展開時の面積はすべて共通で縦は1/2道路×1・横は1/2道路×1+1/4道路×1）
  - 小・交=交番ベース（建物の横に2台分の駐車スペース(建物横の駐車スペースには屋根がついている)が備わっている）

また、初代から3代目まで続いていた歩道パーツからどうろパーツに変更された。どうろパーツには以下の種類がある。交差点は「踏切・陸橋・交差点どうろセット」のみに付属（その代わり、1/2道路(横断歩道・バス停用道路を含む)が付属しない）。それ以外のセット品は交差点以外のどうろパーツ4種類が必ず付属する。
- 1/2道路（一部の1/2道路には情景パーツの取り付けスペース(信号機・バス停)が設けられた横断歩道やバス停用道路がある）
- 1/4道路
- T字道路（縦は1/2道路×1+1/4道路×1・横は1/2道路×2のスペースを使う）
- カーブ道路（縦・横いずれも1/2道路×1+1/4道路×1のスペースを使う）
- 交差点（情景パーツである信号機の取り付けスペースが設けられており、縦・横いずれも1/2道路×2のスペースを使う）

この内、カーブ道路や交差点は後述するキャンプ場やジョイント部での連結が可能なバス停ベースを除いて建物との隣接が不可となり、情景パーツの取り付けスペースがある横断道路・バス停用道路についてはどうろパーツを追加で連結することで建物の隣接が可能となる。
同年10月発売の「クリスマスDXセット」からフィギュア付も登場したが、「プラレール」との統一規格である「プラキッズ」が廃止となり、「人形」と呼ばれるミニフィギュアに変更された。

#### ラインナップ
初代に製品化された企業が大半を占めており、一部は2代目、3代目で製品化されず本代で復活したものも多い。
△初代以来の復活
◇2代目以来の復活
- まちやどうろいっぱい! トミカタウンセット（トミカ付き）
  - オールインワンセットで、セット内容は建物2つ（ENEOS EneJet〈中・ガ〉（表記上はエネオス）、タイムズパーキング〈小（特）〉（駐車スペースが2台でロック方式の仕様でボックス形状にした時の横置き時のラベル部分(企業などが表記されている部分)のサイズは交番ベースとは違い中型サイズと同じ仕様））にどうろパーツや情景パーツ（信号機、トンネル、バス停用標識）が付属し、オリジナル トミカタウンバス（三菱ふそう・エアロスター（2017年12月から2021年7月まで発売されていたNo.8(-10)の三菱ふそう エアロスター立川バス×リラックマベースの仕様）、フロントの方向幕シールは貼り付け済）も同梱する。また、ガソリンスタンドがオリジナルデザインになっている中国限定のトミカタウンセットやこれに加え、タイムズパーキング〈小（特）〉の代わりにオリジナルデザインのコンビニ〈中・コ〉が付いている中国限定の「想像しよう！ トミカタウン スターターセット」がある。
- セブン-イレブン（トミカ付き）〈中・コ〉
  - 建物と駐車場の間には看板パーツが固定されて装着している。いすゞ エルフ セブン-イレブン 配送車（2013年12月から2020年2月まで発売されていたNo.59(-4)のいすゞ エルフ 佐川急便ベースの仕様）付。さらに「まちやどうろいっぱい! トミカタウンセット（トミカ付き）」に付属する「ENEOS EneJet〈中・ガ〉（表記上はエネオス）」と「ドライブスルー洗車場 ENEOS EneJet〈中〉」の二つとセットで使用することでENEOS EneJetのセブン‐イレブン併設店にすることが可能である。
- タイムズパーキング〈大（特）〉◇
  - 「まちやどうろいっぱい! トミカタウンセット（トミカ付き）」に付属する「タイムズパーキング〈小（特）」と異なり、駐車スペースが3台に増え、カーシェアリング専用スペースとロック方式の駐車方式の替わりにゲート（通過する際、トミカが踏板に乗ったときに重さで押されてゲートが上がるギミックが付く）を追加した大型サイズとなる。ただし他の大型サイズとは違いボックス形状時のラベル部分（企業などが表記されている部分）の縦置き時の幅や奥への長さが異なる。
- ドライブスルー洗車場 ENEOS EneJet〈中〉
  - 前後に動かすことができ折りたたむ時に後ろに倒れるEneJet Washデザインの洗車機で、「まちやどうろいっぱい! トミカタウンセット」に付属する「ENEOS EneJet（表記上はエネオス）」の横に展開することによって大型のセルフ式ガソリンスタンドであるENEOS EneJetにすることが可能(ガソリンスタンド側と洗車場側への建物内での相互移動が可能になる。)。また「ガソリンスタンド ENEOS」の横に展開することにより大型のガソリンスタンドにすることも可能である(一部の組み合わせを除くどうろパーツのレイアウト上のガソリンスタンドベース横に展開することも可能(ストレート型のレイアウトでは建物内での相互移動はできないが、逆のL字型のレイアウトのみガソリンスタンド側から洗車場への建物内での移動が可能になる。))。
- くみかえかんたん!ベーシックどうろセット ※2022年6月発売
  - どうろパーツと情景パーツ（信号機、トンネル、バス停用標識）のセット。情景パーツ(トンネル)は折りたたみ式である。
- 踏切・陸橋・交差点どうろセット ※2022年6月発売
  - 踏切〈特〉はボックス形状にした時のサイズが中型サイズの横置きを1.5個分重ねた仕様（横置き時の幅はトミカ3台分の幅になる）で、展開時は1/2道路×3の長さになる。また、オレンジの溝にプラレールのレールをはめることが可能。陸橋〈特〉はどうろパーツ・プラレールどちらでも通せる高さや幅に設計されていて、展開時の長さは1/2道路×4になる。
- バス停（トミカ付き）〈中・バ〉　※2022年6月～2024年4月発売
  - 単品での製品化は初代以来となる。
  - バス停部分の色はブラウンで上屋一体型タイプ。バス停名は「トミカショップ前」になっているだけでなく看板広告には「トミカ博」の告知がされている(バス停の形や道路部分の白線の位置から前乗り後降り方式対応前提の仕様になっている。)。三菱ふそう エアロスター トミカタウンバス（「まちやどうろいっぱい! トミカタウンセット（トミカ付き）」に付属する「オリジナル トミカタウンバス」のデザイン違いで「シーサイドライン」仕様、フロントの方向幕シールは貼り付け済）同梱。ラベル部分（企業などが表記されている部分）はトミカタウンオリジナルで横断歩道が付いた道路と一体となっている。2024年4月にリニューアルされ、デザインの変更（一部クリアパーツ化等）に加え、同梱品が人形（乗客）に変更されたためトミカ付きのバス停はわずか1年10ヶ月で廃盤となった。また、アジア限定で國光客運仕様がある。
- クリスマスDXセット ※2022年10月～12月発売
  - オールインワンセットで、セット内容は建物1つ（ケーキ屋さん〈中・コ〉）とバス停（既存品の色違いで、バス停〈中・バ〉が赤・道路が緑のクリスマスカラー仕様）に信号機、陸橋〈特〉（赤）、トンネル（白）、どうろパーツ、クラフトパーツ（紙小物）が付属し、サンタクロースの人形とトミカ トナカイバスも同梱する。2022年内限定生産。
- 出動!消火!レスキューベース ※2022年11月発売
  - ベースとなる消防署本部・消防署建物・ミニ消防署・病院建物・ミニ病院、立体駐車場（兼火災現場）、司令塔、1/2道路、1/2地面、スロープ3種、小物パーツに加え、はしご消防車と人形2体（消防士・こども）も同梱。ミニ消防署、ミニ病院、小物パーツの一部は別売の「変形出動!ビッグファイアー&コマンドステーション」にセット可能。プラレールやアニアとの共通規格「まちクリエイター」の初商品である。
- 回転寿司スシロー〈大・レ〉※2022年12月発売
  - 2階店舗（駐車場付ピロティ店舗）を基本に1階店舗への2way変形が可能となる仕様。また、台湾限定で春水堂人文茶館仕様がある。
- 交番（警官付き）〈小・交〉 ※2022年12月発売
  - ラベル部分（企業などが表記されている部分）はトミカタウンオリジナルで人形（警官）、自転車、荷物、検問中看板が付属する。
- ガソリンスタンド ENEOS〈中・ガ〉 ※2022年12月発売
  - 「まちやどうろいっぱい! トミカタウンセット（トミカ付き）」に付属する「ENEOS EneJet（表記上はエネオス）」のデザイン違いで、通常の「ENEOS」仕様。また、アジア限定で台灣中油CPC仕様がある。
- ピザーラ（トミカ付き）〈中・コ〉△ ※2023年3月発売
  - 建物と駐車場の間に固定されている看板パーツは代わりに旗パーツになっている。ピザーラ デリバリーバイク[1]（2019年3月から2023年3月まで発売されていたNo.99(-9)の一部変更(1号車のナンバー「1」が追加など)の仕様）同梱。
- かんたんおかたづけ! ショッピングモール（どうろ付き） ※2023年3月発売
  - 本体一式、どうろパーツ、スロープ、信号機、バス停用標識のセット。本体一式はトミカを6台まで駐車可能。遊ばないときはトミカだけでなく、付属品や別売品のどうろパーツ（サイズの関係上、一部収納不可のどうろがある）や情景パーツ、更には前述の「トミカタウン」シリーズもまとめて収納可能なケースを兼ねており、駐車スペースはボタン付きの蓋となり、持ち運びが可能な取っ手も付く。
- ミスタードーナツ〈中・コ〉◇ ※2023年4月発売
  - 中型サイズのコンビニベースで唯一の単品販売。建物と駐車場の間の看板パーツはセブンイレブンより一回り小さい仕様になる。他の4代目トミカタウンでトミカ付きのコンビニベースと同等の仕様にする場合は別売でNo.40(-12)のミスタードーナツ 移動販売車[2]が必要になる。また、台湾限定でfunbox Toys SHOP仕様(看板パーツはセブンイレブンと同じ仕様)がある。
- 事件解決!DXポリスベース ※2023年6月発売
  - ベースとなる警察署本部・牢屋・ミニ警察署・車庫2つ、ヘリポート、屋上パーツ、屋上パーキング、整備場、1/2道路、1/2地面、スロープ3種、道路ジョイント、小物パーツに加え、パトロールカー、ダンプトラック、人形2体（警官・悪者）も同梱。「まちクリエイター」規格製品で、「出勤!消火!レスキューベース」との合体も可能。
- Cafēレストラン ガスト（トミカ付き）〈大・レ〉△ ※2023年7月発売
  - すかいらーく系統の店舗としては、初代トミカタウンの「すかいらーく」以来の製品化となる。「回転寿司スシロー」と同様に上下可動のギミックをし、1階店舗を基本に2階店舗（駐車場付ピロティ店舗）への2way変形が可能となる仕様で、ガスト デリバリーバイク[1]（2019年3月から2023年3月まで発売されていたNo.99(-9)のピザーラ デリバリーバイクの色違い仕様）が同梱。
- 踏切どうろ〈特〉 ※2023年7月発売
  - 既存の「踏切・陸橋・交差点どうろセット」のうち、踏切と遮断機を分離して単体製品にしたもの。踏切はベースの色がセット品の緑からグレーに変更されている。
- トミカワールドとつながるどうろセット（マイホーム付き） ※2023年9月発売
  - どうろパーツ、情景パーツ（信号機、バス停用標識、標識板）、マイホーム〈小・交〉のセット。横断歩道以外のどうろパーツにも白線が付く。本セット単体の使用だけでなく、別売の「トミカワールド」製品（ひろげてあそぼう!おかたづけプレイパーク、岩がゴロゴロ!ビッグ工事現場、ダブルアクショントミカビル、2スピードでコントロール!トミカアクション高速どうろ、変形出動!ビッグファイアー&コマンドステーション）との組み合わせが可能で、組み合わせ時のレイアウトを作るためのかんたん組み立てガイドも同梱される。
- どうろ工事現場（トミカ&情景パーツ付き）〈中・バ〉△ ※2023年9月発売
  - トミカソーラータウンの同名商品を含めれば、初代以来の復活。油圧ショベルグラップル仕様（2017年5月から2021年4月まで発売されていたNo.120(-7)の色違いで、ブルー仕様）及び情景パーツ（コーン2つ、投光器、交通整理人形、バリケード2つ）、装飾ラベルが同梱。ラベル部分（企業などが表記されている部分）はトミカタウンオリジナルで、情景パーツは本体のプレハブ内に収納可能である。
- 𠮷野家（トミカ付き）〈中・コ〉 △※2023年10月発売
  - 建物と駐車場の間の看板パーツはミスタードーナツと同様にセブンイレブンより一回り小さい仕様になる。𠮷野家オレンジドリーム号（スバルの6代目サンバー移動販売車の仕様で、レギュラートミカに存在しない車種からの製品化）が同梱するほか、初回生産分に限り、𠮷野家のハウス電子マネーである「𠮷野家プリカ（トミカオリジナルデザイン仕様、200円チャージ済み、有効期限:2025年10月20日）も付く。
- NISSAN カーディーラー（トミカ付き）〈大・シ〉 ◇※2023年12月発売
  - トミカタウンビルドシティの限定品「NISMO PIT」を除けば2代目以来の復活。2020年夏の現行CI導入店舗がベース。日産・スカイライン（2020年5月から2022年7月まで発売されていたNo.76(-8)の色違いで、ダークメタルグレー(M)仕様。ベースのグレードは発売されていたレギュラートミカと同じ400Rであるが実車ではハイブリッドモデルにしか装備されていない運転支援システム「プロパイロット 2.0」が再現されている。）同梱。
- バス停（乗客つき）〈中・バ〉 ※2024年4月発売
  - 既存のバス停のリニューアル品となり、デザインの変更（一部クリアパーツ化やバス停名を「ガソリンスタンド前」に変更したり看板広告の「トミカ博」の告知の位置の変更、「第3土曜日はトミカの日」(1番のりば側)や「タカラトミーチャンネル登録」(2番のりば側)の告知の追加等）に加え、同梱品が三菱ふそう エアロスター トミカタウンバス「シーサイドライン」仕様から人形（乗客）に変更されている。
- 消防署（消防士つき）〈大・レ〉 ※2024年4月発売
  - 4代目に移行してから初となる大型タイプで、2階建てロング（ワイド消防署）を基本に1階建て（出張所）、2階建てコンパクト（消防ビル）への3way変形が可能となる仕様。他のレストランベースとは異なり入り口と階段部分が正面になる。ラベル部分（企業などが表記されている部分）はトミカタウンオリジナルで人形（消防士）同梱。
- 料金所〈特〉 △ ※2024年8月発売
  - ボックス形状にした時のサイズは中型サイズの横置きを2個分重ねた仕様（横置き時の幅はトミカ3台分の幅になる）で展開時の長さは1/2道路×3になる。建物上部にはボタンがあり、押すことでゲートが可動するギミックが付く、ラベル部分（企業などが表記されている部分）はトミカタウンオリジナルで道路にジョイント部が設けられているため、バス停ベースのトミカタウンや各種セット品に同梱するどうろパーツとの連結が可能[3]。
- ほいくえん（トミカ付き）〈小・交〉 ※2024年12月発売
  - ラベル部分（企業などが表記されている部分）はトミカタウンオリジナルで架空の保育園である「あざやかほいくえん」をモデルにしている。他の交番ベースとは違い、小物パーツの代わりにトヨタ・コースター ほいくえんバス（2019年5月から発売されているNo.49(-9)の2021年8月にトミカショップで販売された商品の色違い（あざやかほいくえん）仕様）が付属する。
- 水族館（トミカ付き）〈大・シ〉 ※2024年12月発売
  - NISSAN カーディーラーの色違い仕様で建物裏側には2台分の駐車スペースが備わっている。手動式のターンテーブルのギミックにはアニアを置いて遊ぶことを推奨[4]されていたり、小さい屋根が展開される建物横側の部分(ラベル)はチケット売り場になっている。ラベル部分（企業などが表記されている部分）はトミカタウンオリジナルでUDトラックス・クオンの移動水族館仕様（2007年5月から発売されてるNo.69(-6)のまぐろトラック（まちなか水族館）仕様)同梱。
- 郵便局（トミカ付き）〈中・コ〉 ◇※2024年12月発売
  - 建物と駐車場の間の看板パーツとポストは着脱が可能な仕様になる。ポストは他のコンビニベースのトミカタウンやレストランベース、ショールームベース、バス停ベースや大型サイズのタイムズパーキング・中型サイズのドライブスルー洗車場 ENEOS EneJetに備わっている●●型のジョイントに取り付けることが可能である。日産・NV350キャラバン 貨物車（2016年4月から2018年10月まで発売されていたNo.105(-8)の色違い仕様）同梱。2023-2024カタログでは2023年12月発売予定と案内されていたが、事情により当初の予定から1年遅れの発売となった。
- トミカワールド＆タウン つながるどうろセット（ティーくんのおうち付き） ※2025年3月発売
  - どうろパーツ、情景パーツのセット内容を変更（どうろパーツのT字道路1枚と横断歩道、信号機が付属しなくなる代わりにバス停用標識系列のパーツ1セット追加やカーブ・直線系（1/2・1/4）どうろパーツの増量）しつつ、マイホーム〈小・交〉のカラーを変更したセット。2023年9月に発売された「トミカワールドとつながるどうろセット（マイホーム付き）」と同様に本セット単体の使用だけでなく、別売で今までの「トミカワールド」製品に加え、2つのコースをいったりきたり！ツインコースやまみちドライブ、コースがのび～る! 2WAYにぎやか高速どうろとの組み合わせが可能で、組み合わせ時のレイアウトを作るためのかんたん組み立てガイドも同梱される。
- キャンプ場で遊ぼう!トミカタウン立体レイアウトセット ※2025年6月発売予定
  - キャンプ場〈大（特）〉はボックス形状にした時のサイズが大型サイズの縦置き2個分の仕様で、展開時の面積は縦は1/2道路×2・横は1/2道路×4の大きさになる。ラベル部分（企業などが表記されている部分）はトミカタウンオリジナルで、4代目トミカタウンの建物で唯一カーブ道路やT字道路、交差点の曲線部との隣接や道路パーツなどのジョイント部とつなげることが可能である。また、どうろパーツ4種類に加え、坂どうろやジョイントどうろ、鉄橋（立体・平面どちらでも取付可能）、どうろ橋脚、人形2体（オレンジ・スカイブルー）も付属する。
- ドライブスルーバーガーショップ（サウンド付き）〈大（特）〉　※2025年6月発売予定
  - ボックス形状にした時のサイズは大型サイズの縦置き2個分の仕様。ラベル部分（企業などが表記されている部分）はトミカタウンオリジナルである。50種類以上のサウンドが収録されているため、4代目トミカタウンで唯一電池が必要（単4形乾電池2本使用(別売)）。入口と出口に備わっている踏板を踏んだり、建物上部のボタンを押すことでサウンドが鳴る。また、建物裏側には2台分の駐車スペース(縦列駐車仕様)が備わっている。

限定品
- ヤマダデンキ オリジナル トミカプラレールスペシャルセット ※2024年4月発売
  - ヤマダデンキ創業50周年とプラレール誕生65周年のダブルアニバーサリーを記念した特別セット。本セット限定の「ヤマダデンキ店舗〈大・レ〉」をはじめ、「ガソリンスタンド（ENEOS EneJet（表記上はエネオス））〈中・ガ〉(まちやどうろいっぱい! トミカタウンセット（トミカ付き）と同じ仕様)」、踏切道路〈特〉、陸橋〈特〉、どうろパーツ、情景パーツ、更には、プラレールのレール[5]、本セット限定仕様のトミカ（スバルの8代目サンバーとみか建設運搬トラックのヤマダデンキロゴ入りのホワイト仕様で、レギュラートミカに存在しない車種からの製品化）とプラレール車両（架空の鉄道会社「プラレール鉄道」のオリジナル車両「スピードジェット」のブルー仕様）も同梱されたオールインワンセットとなる。ヤマダデンキ限定で且つ、玩具取り扱い店舗のみの発売となる。
- NISMO SHOP（トミカ付き）〈大・シ〉 ※2024年12月発売
  - 2024年12月に富士スピードウェイで開催される「NISMO FESTIVAL at FUJI SPEEDWAY 2024」や「日産オンラインショップ」で限定販売されるもの。NISSAN カーディーラーのラベル違い仕様で日産 NISSAN GT-R NISMO（2023年11月から発売されてるNo.60(-9)の色違いで、ブリリアントホワイトパール(3P)仕様。ベースのグレードはクリアー塗装が施されたNISMO専用カーボン製エンジンフード（NACAダクト付）が再現されていないことから通常のNISMOが再現されている模様。）が付属する。

## 特徴
街並みの作成を通じて想像力を養う他、標識部品を用いた交通ルールの学習にも役立つ知育玩具として位置づけられる。また、街路樹や街灯などといった装飾部品が豊富に揃っている。
ただしトミカタウンビルドシティ発売後はその特徴は廃止された｡

## その他
フランスのミニカーメーカーマジョレットがトミカタウンに類似したマジョキット(Majo-kit)を展開している。日本では一時期ヨネザワ（後のセガトイズ）がダイヤペットブランドにて輸入販売を行っていた。
また、非推奨ではあるが、同じトミカのサイズ(3インチミニカー)であれば、ホットウィールやマッチボックス、マジョレットなどといった一部の玩具メーカーのミニカーブランドのミニカーと遊ぶことが可能である。(ただし、建築とミニカーの中でミニカー側でタイヤ幅や径などが大きすぎるタイヤを使用している車種や全幅や全高の大きさ等により建築に干渉する組み合わせ、全長の長さが大きすぎてスペースに入らない等といった遊べない組み合わせもある。)